# Choisy-au-Bac
Choisy-au-Bac je francouzská obec v departementu Oise v regionu Hauts-de-France. V roce 2014 zde žilo 3 353 obyvatel.

## Poloha obce
Obec leží na řece Aisne. Sousední obce jsou: Clairoix, Compiègne, Janville, Longueil-Annel, Le Plessis-Brion a Rethondes.

## Vývoj počtu obyvatel
Počet obyvatel